# Chenani
Chenani (en cachemir: চেনানী ) es una localidad de la India en el distrito de Udhampur, estado de Jammu y Cachemira.

## Geografía
Se encuentra a una altitud de 1 137 m s. n. m. a 143 km de la capital estatal, Srinagar, en la zona horaria UTC +5:30.

## Demografía
Según estimación 2010 contaba con una población de 3 107 habitantes.